# Ulldecona
Ulldecona ist eine Gemeinde im Südosten Kataloniens in Spanien.
Ulldecona ist eine der beiden südlichsten Gemeinden der Comarca (Kreis) Montsià, der Provinz Tarragona und ganz Kataloniens.

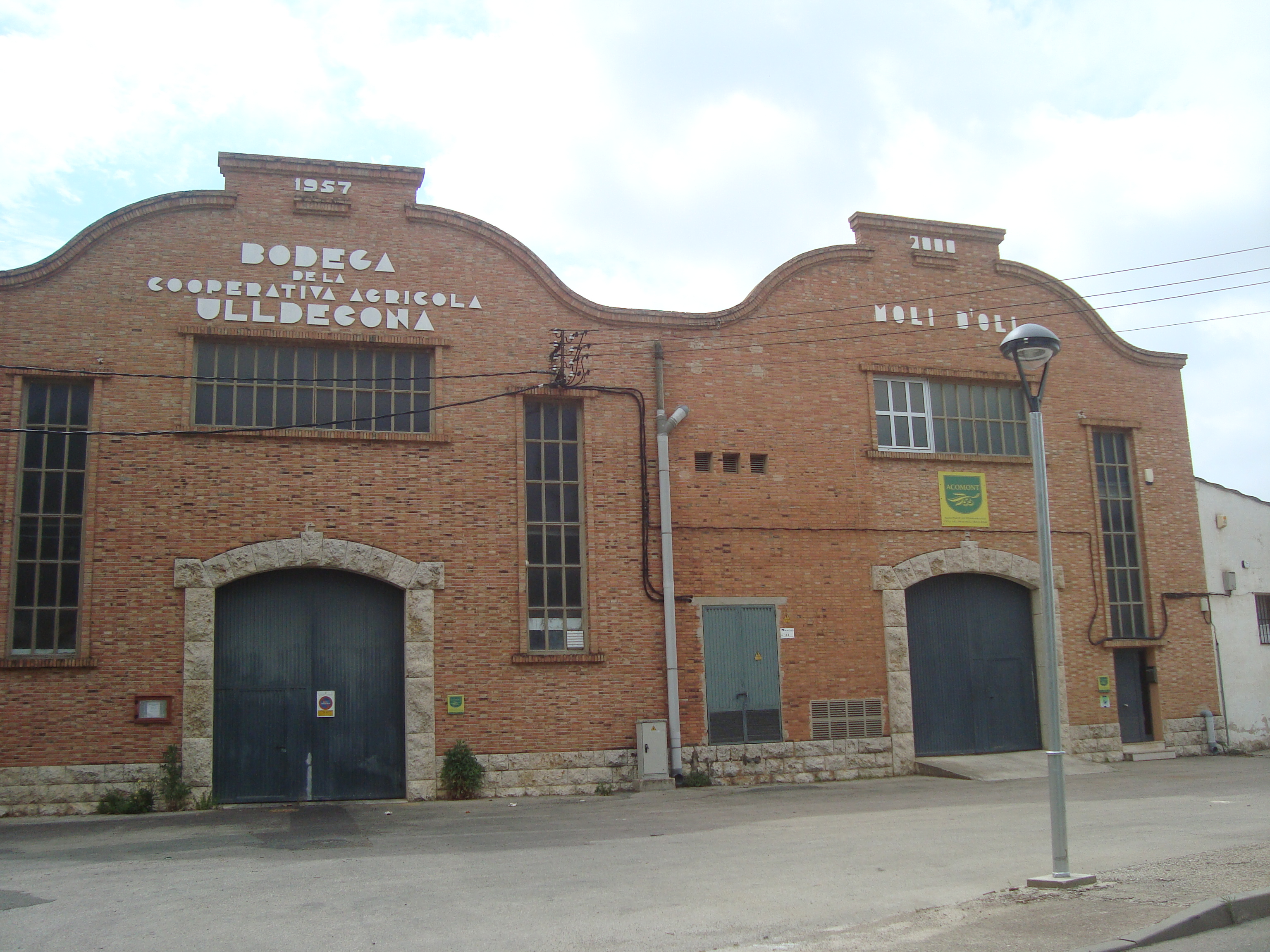
Cooperativa Agrícola d'Ulldecona

2024 hatte die Gemeinde 6.551 Einwohner. Die Landwirtschaft, insbesondere Oliven, Mandeln und Karoben sowie Marmor-Steinbruch in der Serra de Godall bilden den größten Wirtschaftszweig.

## Toponymie
Der in sizilischen Diensten stehende Geograph Abū ʿAbd Allāh Muḥammad al-Idrīsī nennt den Namen Ulldeconas in der Zeit vor der Reconquista als Kūna. Nach der Reconquista sind als Varianten Ulcona, Vallichonae, Vayl de Cona, Uldeconam, Vallis de Chona, Ulldechone, Vallimona und Valle Chona belegt. Der bereits in arabischer Zeit benutzte Ortsname lebte also in der romanischen Fassung als `Tal von Kūna´ fort.

## Ortschaften in der Gemeinde Ulldecona

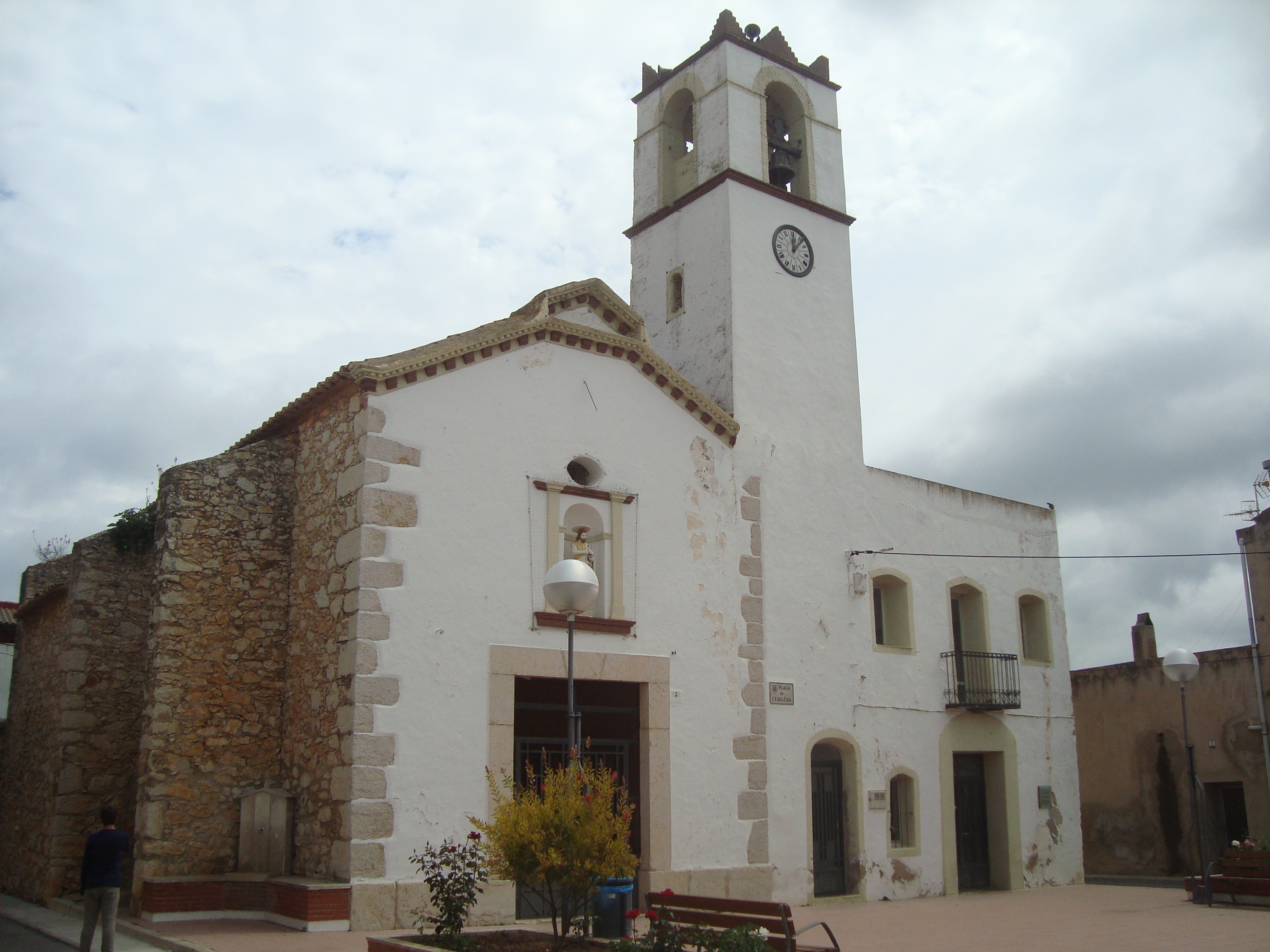
Sant Joan del Pas

- Ulldecona: 5286
- El Castell: 257
- La Miliana: 29
- Els Valentins: 272
- Les Ventalles: 39
- Sant Joan del Pas: 173

## Sehenswürdigkeiten
Im Bereich Godall liegt die höchste Konzentration der Levantine Kunst der letzten Jäger und Sammler (8.000 bis 4.500 v. Chr.). Es sind 14 Abris mit mehr als 400 Figuren, die komplexe Jagdszenen zeigen, von denen einige in hervorragendem Zustand sind. 
Sehenswert in Ulldecona sind die Burg der Maurenkriegzeit auf einem Hügel, die Stadtkirche, einige alte Mühlen, alte Olivenbäume, Ruinen der Iberer, und kleinere Kirchen in der Gegend. Die relativ unbewohnte Landschaft der Gegend und die Serra del Montsià, höchster Gipfel 764 Meter, sind auch ein Anziehungspunkt für Touristen.
Der Leidensweg Jesu Christi wird jährlich im Orfeó del Montsià als La Passió d’Ulldecona nachgestellt. Alle Schauspieler sind einfache Leute des Dorfes.
In Ulldecona steht der älteste bis heute bekannte Olivenbaum mit einem Alter von über 1700 Jahren.

## Persönlichkeiten
- Oriol Romeu (* 1991), Fußballspieler
- Aleix García (* 1997), Fußballspieler